# Llano County
Llano County je okres ve státě Texas v USA. K roku 2010 zde žilo 19 301 obyvatel. Správním městem okresu je Llano. Celková rozloha okresu činí 2 502 km². Pojmenován byl podle řeky Llano River.